# Amphisphaerella xylostei
Amphisphaerella xylostei är en svampart som först beskrevs av Christiaan Hendrik Persoon, och fick sitt nu gällande namn av Rulamort 1986. Enligt Catalogue of Life ingår Amphisphaerella xylostei i släktet Amphisphaerella, ordningen kolkärnsvampar, klassen Sordariomycetes, divisionen sporsäcksvampar och riket svampar, men enligt Dyntaxa är tillhörigheten istället släktet Amphisphaerella, familjen Amphisphaeriaceae, ordningen kolkärnsvampar, klassen Sordariomycetes, divisionen sporsäcksvampar och riket svampar. Arten är reproducerande i Sverige. Inga underarter finns listade i Catalogue of Life.